# Liuxingchui
Die Liuxingchui (chinesisch 流星錘 / 流星锤, Pinyin liúxīng chuí – „Meteorhammer“, englische und deutsche Bezeichnung: Meteorhammer, außerdem: Liuxin Chui, Shang Bao, Liu Xing Shui, Dai Chui) ist eine mittelalterliche chinesische Schlagwaffe.

## Beschreibung
Die Liuxingchui besteht aus einem oder zwei Gewichten aus Bronze, die an einem Seil befestigt oder durch eine Kette miteinander verbunden sind. Die Gewichte sind bis etwa drei Kilogramm schwer, das Seil bis etwa drei Meter lang. Das Gewicht und der Name der Waffe variieren je nach Herstellungsort.

## Anwendung
Man benutzt die Waffe, indem man das Gewicht durch Wirbeln um den Körper in Bewegung setzt und dadurch dessen Schwunggeschwindigkeit erhöht. Der Vorteil einer Liuxingchui ist ihre Geschwindigkeit, ihre Reichweite und dass man sie verdeckt tragen kann. Dadurch ist es möglich, plötzliche Angriffe auszuführen und damit den Gegner zu überraschen. Der Angriff mit der Liuxingchui ist sehr schwer vorauszusehen, da der Träger der Waffe sie mit hoher Geschwindigkeit um Hals, Arme, Rumpf und Beine schwingen lassen kann. Der Angriff kann in jedem Winkel und aus jeder Richtung erfolgen. Mit der Liuxingchui ist es möglich zu schlagen, einen Angriff zu parieren oder den Gegner zu entwaffnen. Bei einer Liuxingchui mit zwei Gewichten ist es möglich, mit einem Ende anzugreifen und mit dem anderen gleichzeitig abzuwehren oder den Gegner zu entwaffnen. In nächster Nähe gerät die Liuxingchui in den Nachteil, da die Waffe einen gewissen Mindestabstand erfordert, um effektiv eingesetzt werden zu können. In direkter Nähe verliert sie sowohl Kraft als auch Flexibilität.
Derzeit wird die Liuxingchui in vielen bekannten Kampfsportarten verwendet, zum Beispiel in dem bekannten Shaolin Kung Fu der chinesischen Mönche.

## Trivia
Die Liuxingchui sieht man oft in asiatischen Kampfkunst-Filmen. Die dort gezeigten Arten sind nicht immer historisch richtig. Die Verwendung ist zumeist korrekt wiedergegeben.